# Assassino de relógio Rolex
Em 20 de abril de 1998, em Marina South, Cingapura, um malaio de 23 anos chamado Jonaris Badlishah, que era sobrinho do sultão de Kedah, assassinou brutalmente a esteticista Sally Poh Bee Eng, de 42 anos, para roubá-la de seu relógio Rolex, que ele queria dar à namorada como presente de aniversário. Ele disse ter usado um martelo para bater na cabeça dela mais de dez vezes antes de roubá-la, levando Poh à morte devido a fraturas no crânio. Após investigações policiais, Jonaris foi preso três dias depois e acusado de assassinato.
Em seu julgamento, Jonaris defendeu a acusação de homicídio com a defesa de responsabilidade diminuída, alegando que estava deprimido, embriagado com drogas e ouviu vozes dizendo para ele matar a vítima. Os especialistas em psiquiatria da promotoria, no entanto, o avaliaram e o consideraram normal e não sofria de nenhuma anormalidade mental quando matou Poh. Consequentemente, Jonaris foi considerado culpado de assassinato e condenado à morte em dezembro de 1998, e foi enforcado em 1999 após perder seu recurso .

A 20 de Abril de 1998, numa paragem de autocarro perto de Marina South, um transeunte descobriu o cadáver de uma mulher entre a vegetação, e foram encontrados pertences de mulheres na paragem de autocarro. A vítima foi mais tarde identificada como Sally Poh Bee Eng, de 42 anos, que era uma esteticista e maquilhadora. Na altura da sua morte, Poh era casada com um professor Lee Boon Siang de 47 anos, e tem dois filhos adultos - um filho e uma filha. A polícia descobriu que alguns dos seus objectos de valor estavam desaparecidos, incluindo um relógio Rolex, que foi comprado pelo seu marido três anos antes do seu assassinato.
De acordo com o marido de Poh, ele ouviu que sua esposa falando ao telefone um dia antes do assassinato, falando com um homem sobre um compromisso matinal. Lee disse que o nome do homem era "Lai Joe", pelo que ouviu. Usando o nome, a polícia investigou mais tarde e descobriu que havia um homem de 23 anos que tinha um apelido chamado "Liar Joe", que soa semelhante a "Lai Joe".
"Liar Joe", cujo nome verdadeiro era Jonaris Badlishah, foi preso como suspeito três dias após o assassinato. No dia do assassinato, ele deu a sua namorada de 31 anos, Saifon Ngammoo, um relógio Rolex como presente de aniversário, e mais tarde foi confirmado ser o relógio desaparecido que Poh usava antes de sua morte. Jonaris, cujo nome completo era na verdade Tunku Jonaris Badlishah bin Tunku Abdul Hamid Thani por ser sobrinho do então sultão de Kedah (o que o tornou também conhecido como "Tunku Jonaris Badlishah" nos jornais de Cingapura e da Malásia), foi acusado de assassinato.